# Mamba's Diamond
Mamba's Diamond es una película nigeriana de acción y comedia escrita por Darlington Abuda y dirigida por Seyi Babatope. Está protagonizada por Osas Ighodaro, Gabriel Afolayan y Uchemba Williams. La película tuvo su estreno en cines el 19 de marzo de 2021.

## Sinopsis
Una pareja de ladrones aficionados roban accidentalmente un diamante, que es una de las joyas preciosas más valiosas del mundo.

## Elenco
- Osas Ighodaro como Eloho
- Gabriel Afolayan como Elenu
- Uchemba Williams como Obi
- Nse Ikpe-Etim como Mamba
- Ayo Makun
- Dibor Adaobi Lilian

## Producción
El proyecto cinematográfico fue el primero de Uchemba Williams como productor y financió la película bajo el sello Williams Uchemba Productions. La filmación dio inicio en febrero de 2021 con escenas de la película rodadas principalmente en una mina de diamantes real en Johannesburgo, Sudáfrica. Se reveló que las secuencias de acrobacias fueron coreografiadas por Olukiran Babatunde Olawale en octubre de 2020.